# Dąbrówka Tuchowska
Dąbrówka Tuchowska – wieś w Polsce położona w województwie małopolskim, w powiecie tarnowskim, w gminie Tuchów.
W latach 1954–1972 wieś należała i była siedzibą władz gromady Dąbrówka Tuchowska. W latach 1975–1998 miejscowość administracyjnie należała do województwa tarnowskiego. W miejscowości znajduje się szkoła podstawowa, kaplica pw. Świętego Brata Alberta, jednostka ochotniczej straży pożarnej. Przez miejscowość przebiega droga wojewódzka nr 977.

## Zabytki
Obiekt wpisany do rejestru zabytków nieruchomych województwa małopolskiego.
- Cmentarz wojenny nr 157, kapliczka.